# Heiðar Geir Júlíusson
Heiðar Geir Júlíusson (ur. 6 sierpnia 1987 w Reykjavíku) – islandzki piłkarz występujący na pozycji napastnika oraz trener.
W lidze islandzkiej rozegrał 72 spotkania i zdobył 8 bramek.